# Гласоечко
Гласоечко је двогласно мушко певање, традиционални облик вокалне музике који се негује у области Доњи полог (мкд. Долни Полог) у Полошкој котлини (Македонија, околина Тетова). Песме се певају на вишегласно - дронски глас креће контрапунктно у односу на мелодијски водећи глас, често у пратњи фруле или гајди. Гласоечко се изводи спонтано у групама од двоје или троје, на прославама, саборима, венчањима, и другим друштвеним окупљањима. 
Гласоечко представља симбол културног идентитета становника ове мултиетничке средине. Године 2015. је уврштено је на Унескову листу нематеријалног културног наслеђа човечанства

## Назив
Назив гласоечко потиче отуд што се ове песме певају гласно. У прошлости је у овим сиромашним областима било тешко доћи до музичких инструмената, па су певачи, мушкарци и жене, морали гласно да певају (готово да вичу) да би се песма чула. У неким областима среће се и под називом сеоско певање.

## Карактеристике
Гласоечко, мушко двогласно певање из Доњег Полога, је традиционални облик вокалне музике специфичан за овај регион. Ово карактеристично вишегласно певање генерацијама се преноси усменим путем, „с колена на колено”. Препознато је као симбол културног идентитета македонског народа са ових простора, који је своју историју, митологију, традицију и културу уклопио у вокалне песме. Године 2015. гласоечко је уврштено и на Унескову листу нематеријалног културног наслеђа човечанства.
Текстови песама описују целокупну историју живота људи у овом региону. То су песме које говоре о тешком животу под турским ропством, угњетавању сељака, пољским радовима, бројним народним херојима и тд. Ове песме певале су се на венчањима, свечаностима, прославама, као и уз рад у пољу. 
Некада су гласоечко певали и мушкарци и жене, али сада га углавном певају само мушкарци. Пева се без инструменталне пратње, обично у два гласа, али постоје и песме са трогласним певањем. Сличне песме су присутне у целој Македонији, као и у суседним земљама, али у свакој држави и регион има своје специфичне карактеристике. У области Доњи Полог ове песме су се углавном певале у селима Поселие и Подгор, али и ту има локалних разлика. Речи песама су исте, али се разликују начин певања, акценат и неки други елементи.

## Гласоечко данас
Чувари мушког двогласног певања у Доњем Пологу су истакнути и талентовани певачи који су своја знања стекли учећи технике и вештине својих предака. Опстанак мушко двогласно певање суочава се са низом врло озбиљних претњи. Број појединаца и група који га практикују и преносе убрзано се смањује, делом и због сталне миграције његових носилаца према градовима, после сукоба у грађанском рату 2001. Млађе генерације веома ретко имају прилику да чују наступе извођача гласоечка, а старије генерације сматрају да нема довољно интереса. Постоји мало снимака овог певања и чини се да је у данашњем стању традиција на ивици изумирања. Изузетак представља Културно-уметничко друштво „Кирил Пејчиновиќ“ из села Теарце у Доњем Пологу, чији млади чланови негују ову стару традицију и наступају на фестивалима народног стваралаштва широм Македоније.